# Osječani (Zavidovići)
Pour les articles homonymes, voir Osječani.
Osječani (en cyrillique : Осјечани) est un village de Bosnie-Herzégovine. Il est situé dans la municipalité de Zavidovići, dans le canton de Zenica-Doboj et dans la fédération de Bosnie-et-Herzégovine. Selon les premiers résultats du recensement bosnien de 2013, il compte 570 habitants.

## Démographie

### Évolution historique de la population dans la localité
| 1948 | 1953 | 1961 | 1971 | 1981 | 1991 | 2013 |
| ---- | ---- | ---- | ---- | ---- | ---- | ---- |
| -    | -    | 400  | 492  | 695  | 767  | 570  |

|  |